# Tom Stargardt
Tom Stargardt (* 3. November 1979 in Berlin) ist ein deutscher Wirtschaftswissenschaftler.

## Leben
Nach dem Studium (2000–2005) der Volkswirtschaftslehre (Diplom) an der TU Berlin und der Promotion 2008 zum Dr. rer. oec. an der TU Berlin war er von 2005 bis 2007 war er wissenschaftlicher Mitarbeiter am Lehrstuhl für Management im Gesundheitswesen (Reinhard Busse) an der TU Berlin. Von 2007 bis 2009 war er Stipendiat in der Abteilung Global Outcomes Research, Reimbursement and Health Technology Assessment von Merck, Sharp und Dohme in Whitehouse Station, NJ, USA, in Kooperation mit der TU Berlin. Von 2009 bis 2010 war er Postdoktorand am Fachgebiet Health Services Management (Jonas Schreyögg) in der LMU und stellvertretender Leiter der Arbeitsgruppe Health Services Management, Institut für Gesundheitsökonomie und Gesundheitsmanagement, Helmholtz Zentrum München. Von 2010 bis 2012 lehrte er als Juniorprofessor für Pharmakoökonomie am Schwerpunkt Management im Gesundheitswesen und Gesundheitsökonomie des Fachbereichs für BWL an der Universität Hamburg. Seit 2012 ist er Professor für Betriebswirtschaftslehre, insbesondere Health Care Management am Hamburg Center for Health Economics an der Universität Hamburg.

## Schriften (Auswahl)
- mit Oliver Farhauer und Katja Borchardt: Bürgerversicherung. Die Wirkung von Kopfprämien auf den Arbeitsmarkt. Berlin 2004.
- mit Reinhard Busse, Jonas Schreyögg, Claudia Simon und Maria Martin: Defining benefit catalogues and entitlements to health care in Germany. Decision makers, decision criteria and taxonomy of catalogues. Berlin 2005.
- mit Kathrin Roll und Jonas Schreyögg: Effect of type of insurance and income on waiting time for outpatient care. Hamburg 2011.
- mit Reinhard Busse und Jonas Schreyögg (Hrsg.): Management im Gesundheitswesen. Das Lehrbuch für Studium und Praxis. Hamburg 2017, ISBN 978-3-662-55023-6.